# Epieremulus granulatus
Epieremulus granulatus är en kvalsterart som först beskrevs av Balogh och Sandór Mahunka 1979.  Epieremulus granulatus ingår i släktet Epieremulus och familjen Caleremaeidae.

## Underarter
Arten delas in i följande underarter:
- E. g. granulatus
- E. g. andicola